# 21. Infanterie-Division
21. Infanterie-Division var ett tyskt infanteriförband under andra världskriget.
Förbandet upprättades i oktober 1934 under täcknamnet Kommandant von Elbing. I oktober 1935 ersattes täcknamnet och divisionen fick sitt riktiga namn.
Vid invasionen av Polen i samband med andra världskrigets utbrott deltog divisionen, varefter den överfördes till västfronten för insatser vid Slaget om Frankrike.
I samband med förberedelserna för Operation Barbarossa förflyttades divisionen till Ostpreussen.

## Befälhavare
- Generalleutnant Hans-Kuno von Both (1 sep 1939 - 26 okt 1939)
- Generalleutnant Otto Sponheimer (26 okt 1939 - 10 jan 1943)
- Generalleutnant Gerhard Matzky (10 jan 1943 - 1 nov 1943)
- Oberst Hubert Lamey (1 nov 1943 - 1 dec 1943)
- Generalleutnant Gerhard Matzky (1 dec 1943 - 1 mar 1944)
- Generalleutnant Franz Sensfuß (1 mar 1944 - 28 mar 1944)
- Generalleutnant Hermann Foertsch (28 mar 1944 - 22 aug 1944)
- Generalmajor Heinrich Götz (22 aug 1944 - 1 apr 1945)
- Generalmajor Karl Kötz (1 apr 1945 - 8 maj 1945)

## Organisation
- 3. infanteriregementet
- 24. infanteriregementet
- 45. infanteriregementet
- 21. artilleriregementet
- 57. artilleriregementet, 1 bataljon
- 19. pansarjägarbataljonen
- 21. spaningsbataljonen
- 21. fältreservbataljonen
- 21. signalbataljonen
- 21. pionjärbataljonen
- tyg- och trängförband